# Distrito Catatumbo
El Distrito Catatumbo era la entidad territorial del estado Zulia (Venezuela) que precedió a los municipios Catatumbo y Jesús María Semprún. Estaba ubicado en el sur del Lago de Maracaibo y tomó su nombre del río Catatumbo.

## Ubicación
Limitaba al norte con el Distrito Perijá y el Lago de Maracaibo al sur con el estado Táchira y la República de Colombia, al este con el Distrito Colón y el Lago de Maracaibo y al oeste con la República de Colombia.

## Historia
El distrito Catatumbo fue creado como una nueva división político territorial del estado Zulia a partir de 1980 como división del Distrito Colón.
En 1989 el distrito Catatumbo pasa a ser Municipio Catatumbo con el territorio de los actuales municipios Catatumbo y Jesús María Semprún y es electo su primer alcalde.

## Geografía
El distrito Catatumbo estaba conformado entre 1980 y 1989 el territorio de los actuales municipios Catatumbo, Jesús María Semprún.
Entonces estaba constituido por las tierras bajas en el piedemonte de la Sierra de Perijá y la Cordillera de Mérida hasta las orillas del Lago de Maracaibo, tierras extremadamente fértiles con abundantes lluvias, ocupando la cuenca de los ríos Catatumbo, Escalante y Zulia.

## Poblaciones
Entre los pueblos que conformaban el distrito Catatumbo estaban:
- Encontrados (cabecera o capital).
- El Pilar
- Casigua-El Cubo
- El Cruce
- El Guayabo

## Actividad económica
Catatumbo siempre ha sido una región tradicionalmente agrícola y ganadera, dada sus tierras fértiles y sus abundantes lluvias.
La actividad petrolera hizo su aparición a comienzos del siglo XX. Sin embargo dada la producción de Sulfuro de Hidrógeno asociada, la extracción de petróleo ha sido difícil.

## Política
El Distrito Catatumbo era gobernado desde su fundación por un Prefecto y un Consejo Municipal, los cuales eran elegidos por el gobierno de turno, así durante las dictaduras eran funcionarios del gobierno o militares y durante la democracia era miembros del partido gobernante de turno o partidos aliados, así hubo prefectos de varios partidos.
El Consejo municipal estaba constituido igualmente por funcionarios representando el gobierno de turno, durante el período democrático podían ser de un partido o una alianza de partidos como los nombrados anteriormente.
Las funciones del distrito eran más limitadas que las de las alcaldías actuales e incluían:
- Catastro
- Impuestos municipales comerciales
- Emisión de timbres fiscales
- Ornato
- Registro Civil

Funciones como vialidad, servicios, vivienda quedaban bajo la potestad exclusiva del ejecutivo nacional de turno, por medio de organismos como el Ministerio de Transporte y Comunicaciones, Gas del Distrito, Cadafe (la compañía eléctrica), El Instituto Municipal del Aseo Urbano (IMAU), El Instituto Nacional de Obras Sanitarias (INOS), El Ministerio de la Salud, el Ministerio de Educación (ME), el Instituto Nacional de la Vivienda (INAVI).
El centralismo ocasionaba el retraso de las obras, la mala planificación (sin conocer realmente la zona con proyectos hechos en Caracas) y el abandono, para lo que el distrito era impotente.

## Disolución
La reforma de la constitución de Venezuela de 1961 realizada en 1989 conocida como Reforma del estado, tenía como objetivo reordenar el espacio geográfico creando la figura de los municipios, democratizar y descentralizar la administración pública creando gobernadores, alcaldes y concejales electos por el pueblo. El Distrito Colón pasó a ser  Municipio Colón y tuvo su primer alcalde electo por votación popular.
Además las alcaldías tendrían personalidad propia y no serían solo divisiones administrativas, con el derecho a establecer sus propios símbolos, y con mayor autonomía para decretar ordenanzas.
También se buscaba la descentralización pasando los servicios a compañías privadas regionales, o locales.
Los alcaldes también tendrían un presupuesto y mayores facultades que los prefectos, con responsabilidades en seguridad, servicios, vialidad, transporte y vivienda.

## Legado
El nombre del distrito Catatumbo se conservó para el municipio Catatumbo.